# Inscription de Prestino
L'inscription de Prestino est un texte épigraphique gravé sur un linteau de pierre calcaire. La pièce archéologique a été découverte en 1966, dans le cadre d'une prospection préventive, au sein des eaux fluviales parcourant la ville de Lugano, en Italie. Des recherches ultérieures ont permis d'attester que le linteau de calcaire était partie intégrante d'un gradin dont on a retrouvé les vestiges sur le flanc d'une colline, située au cœur du hameau comasque Prestino di Como.
Quoique non traduite, l'épigraphie inscrite sur le petit bloc rocheux a fait l'objet d'une transcription en 1982, sous l'égide du linguiste italien Alessandro Morandi. Cette analyse a révélé que l'écriture est une dédicace dont les caractères procèdent d'un alphabet de type celto-italiote : l'alphabet lépontique. Par ailleurs, la datation radiocarbonée du linteau a permis d'attribuer l'artefact aux environs de 500 av. J.-C..
Le linteau à vocation épigraphique est l'un des rares témoignages qui puisse confirmer de manière indubitable la présence de peuples celtes au sein du territoire nord-italien et ce, avant le IVe siècle av. J.-C.

## Découverte

Lugano et le lac de Côme, lieu de découverte de l'inscription
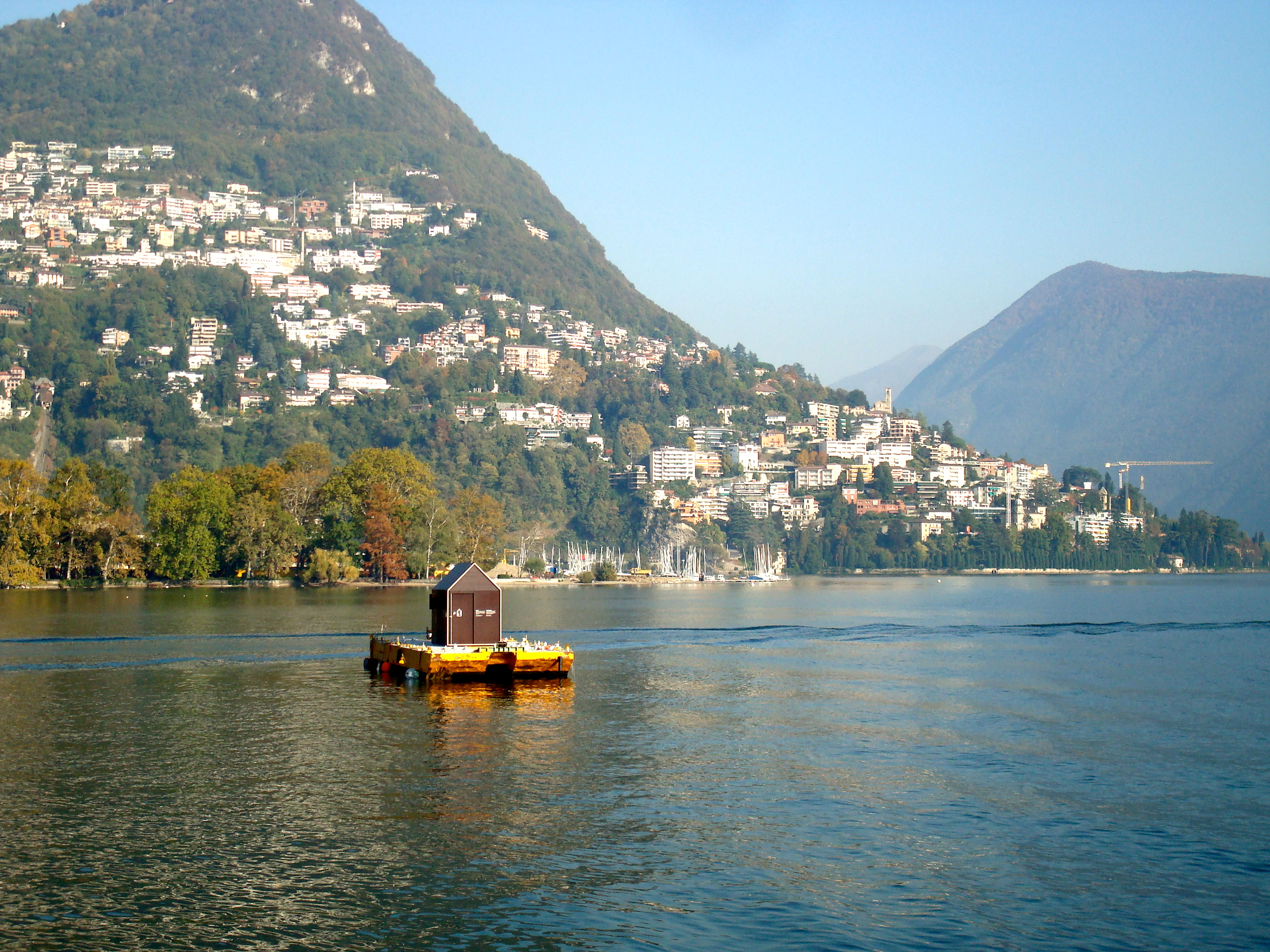
Lugano et le lac comasque.
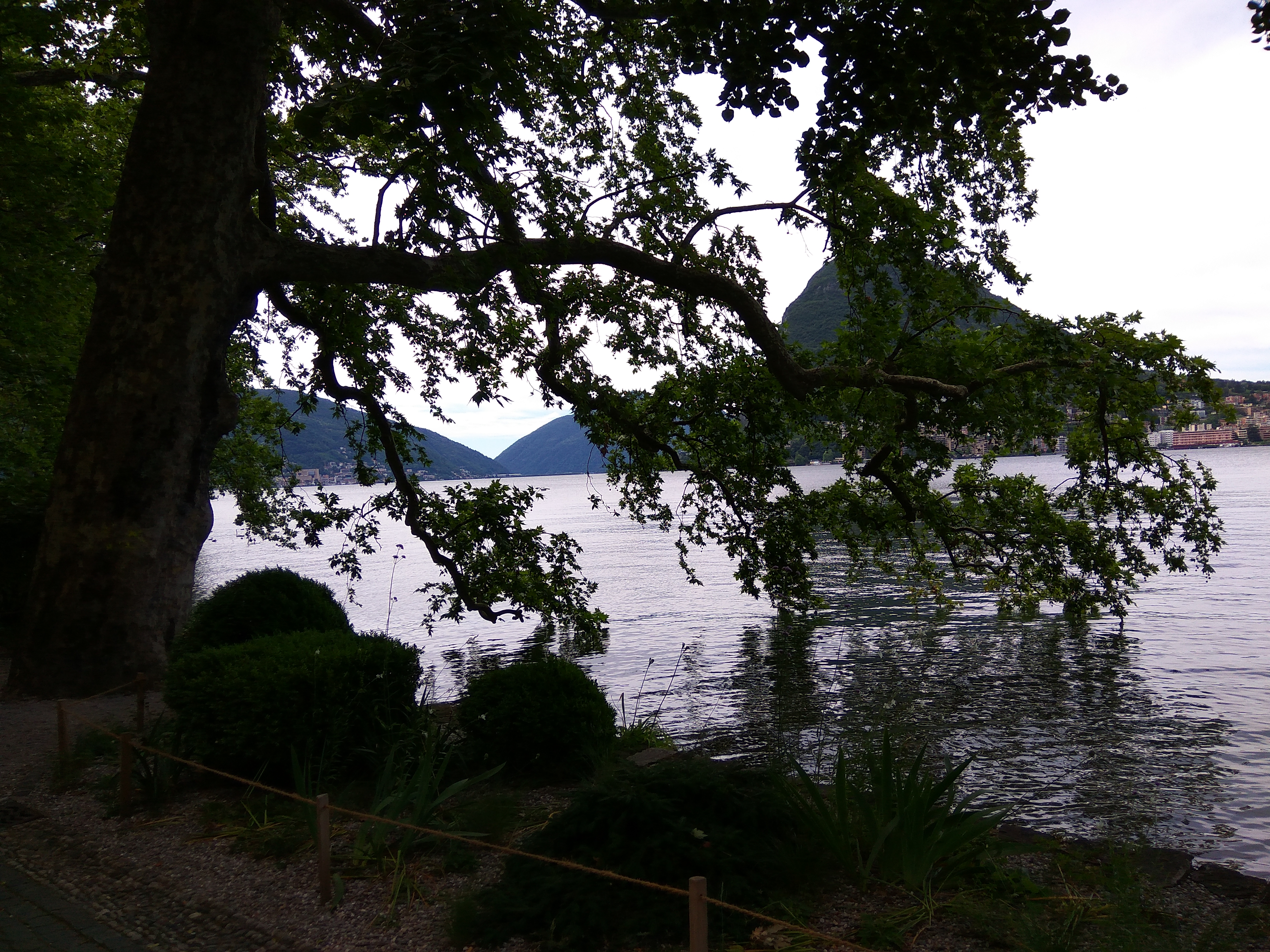
Id.
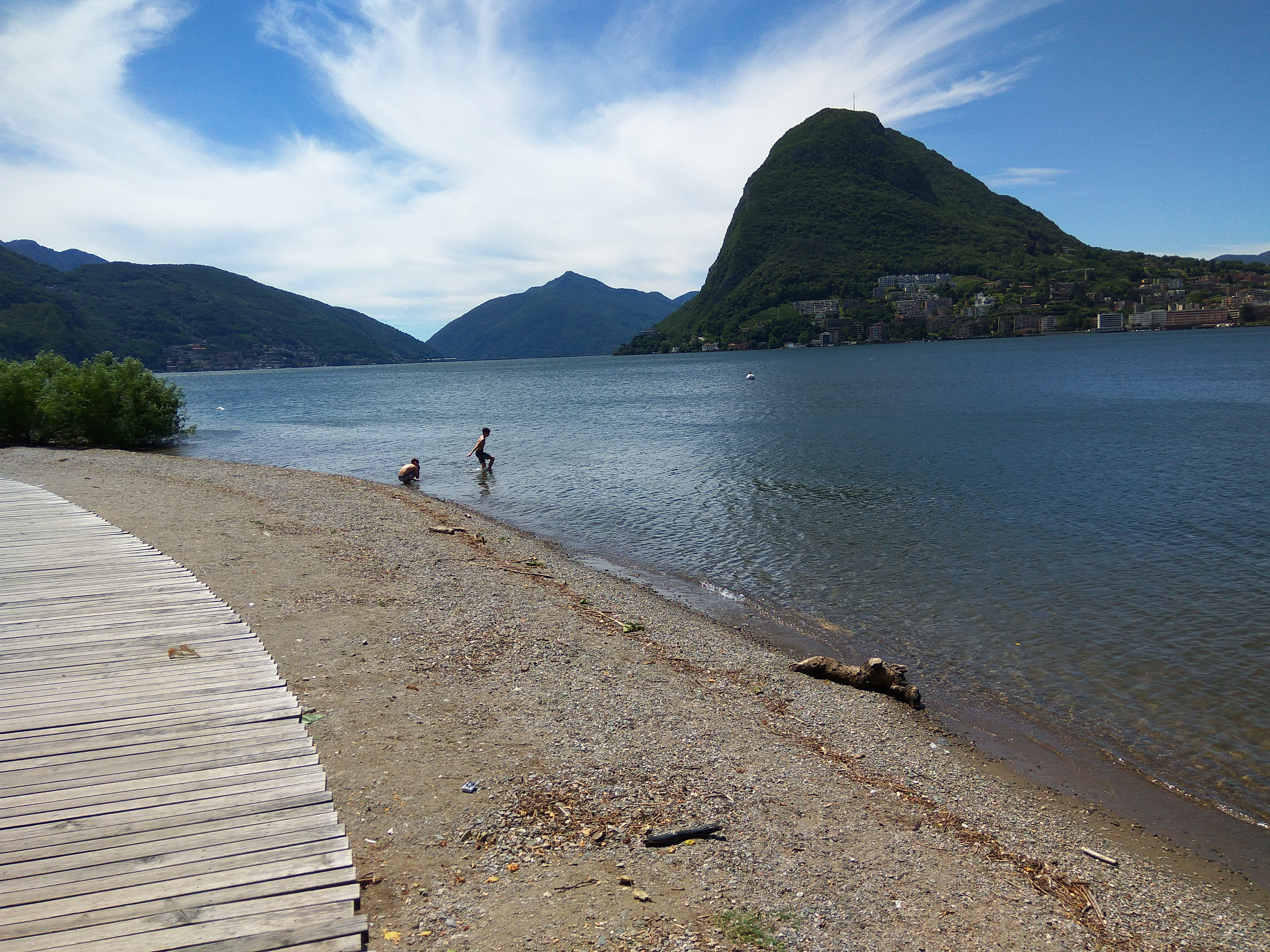
Id.
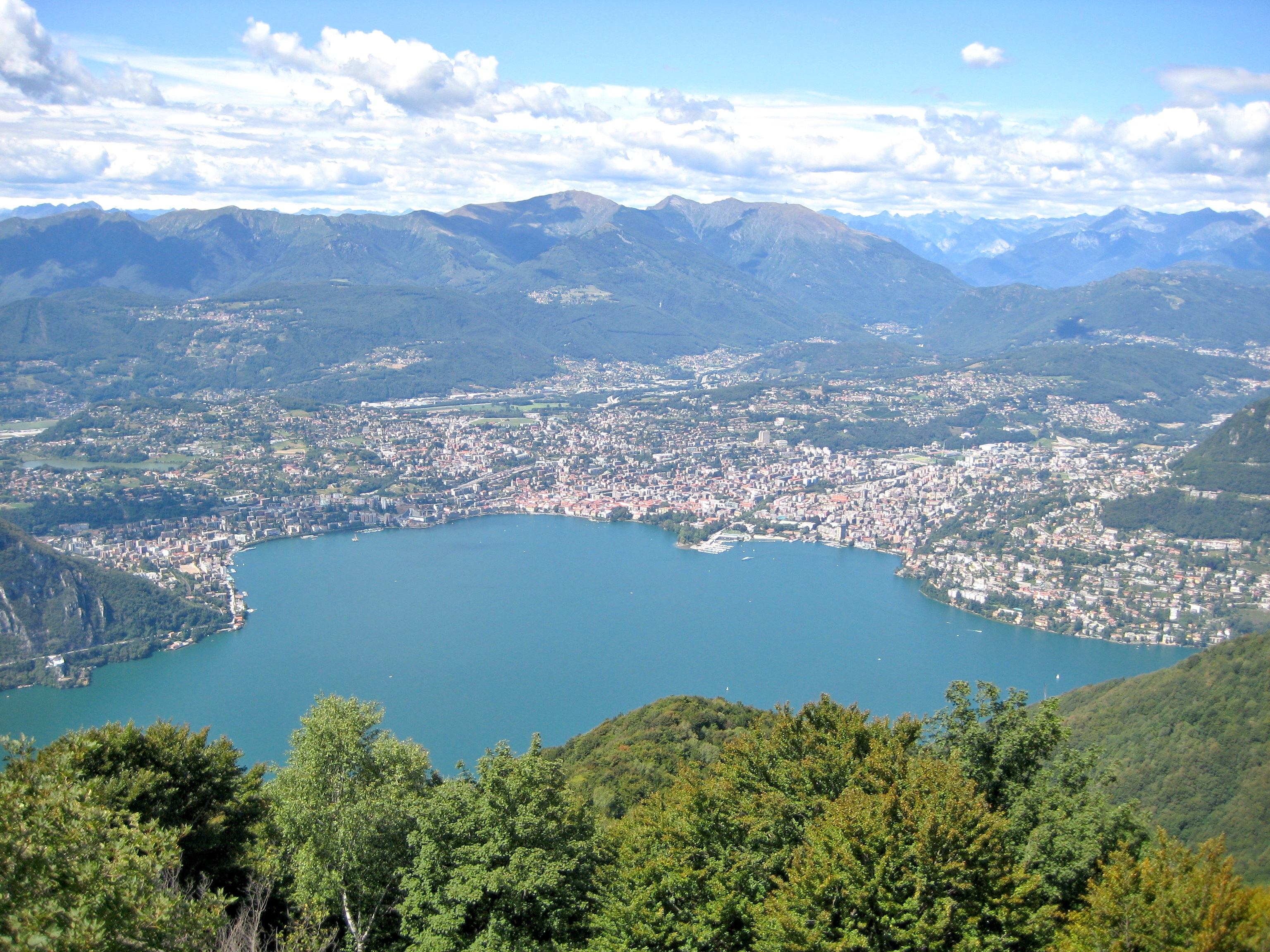
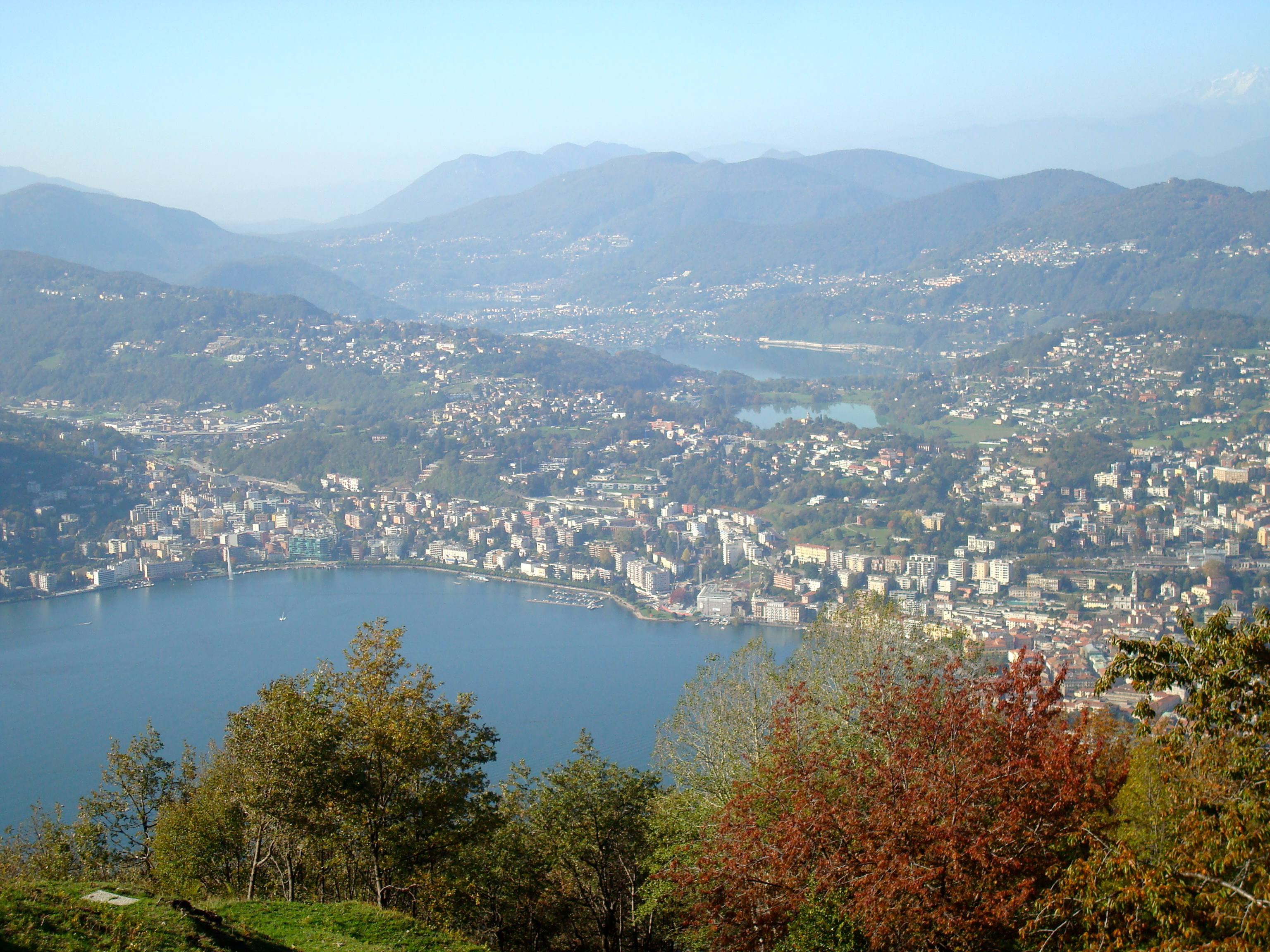
Id.
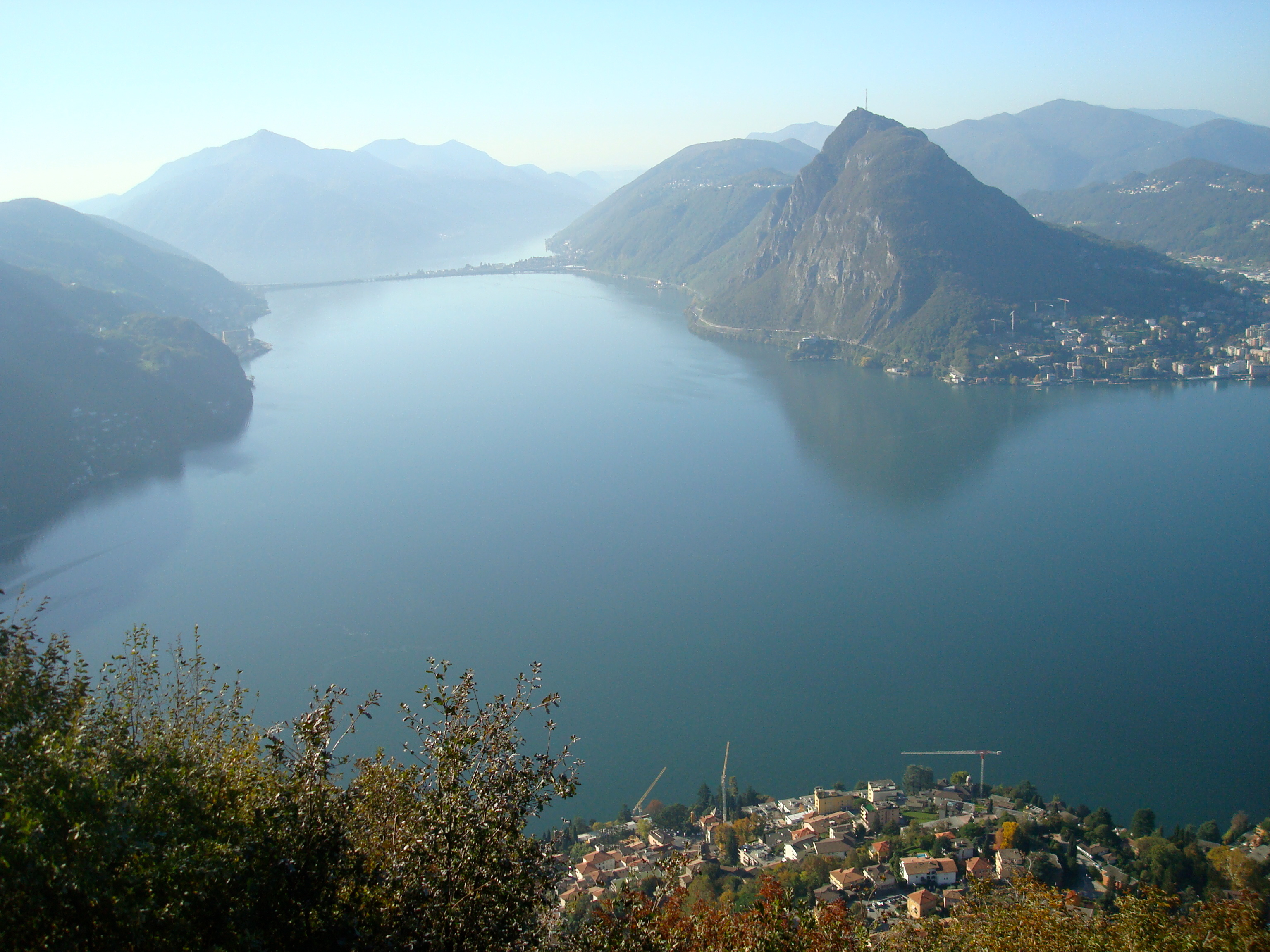
Monte Brè, à Lugano, canton Suisse du Tessin.

Le linteau de Prestino a été découvert en 1966 lors d'une fouille de sauvetage, au sein du cours d'eau traversant la commune de Lugano, en Suisse, en bordure du lac de Côme, étendue lacustre se développant entre le canton Suisse du Tessin et la région italienne lombarde,,,,.
Ce dernier est actuellement conservé exposé au musée civique de Paolo Giovio comasque. Il porte le numéro d'inventaire 8 777.

Musée civique et archéologique Paolo Giovio, à Côme
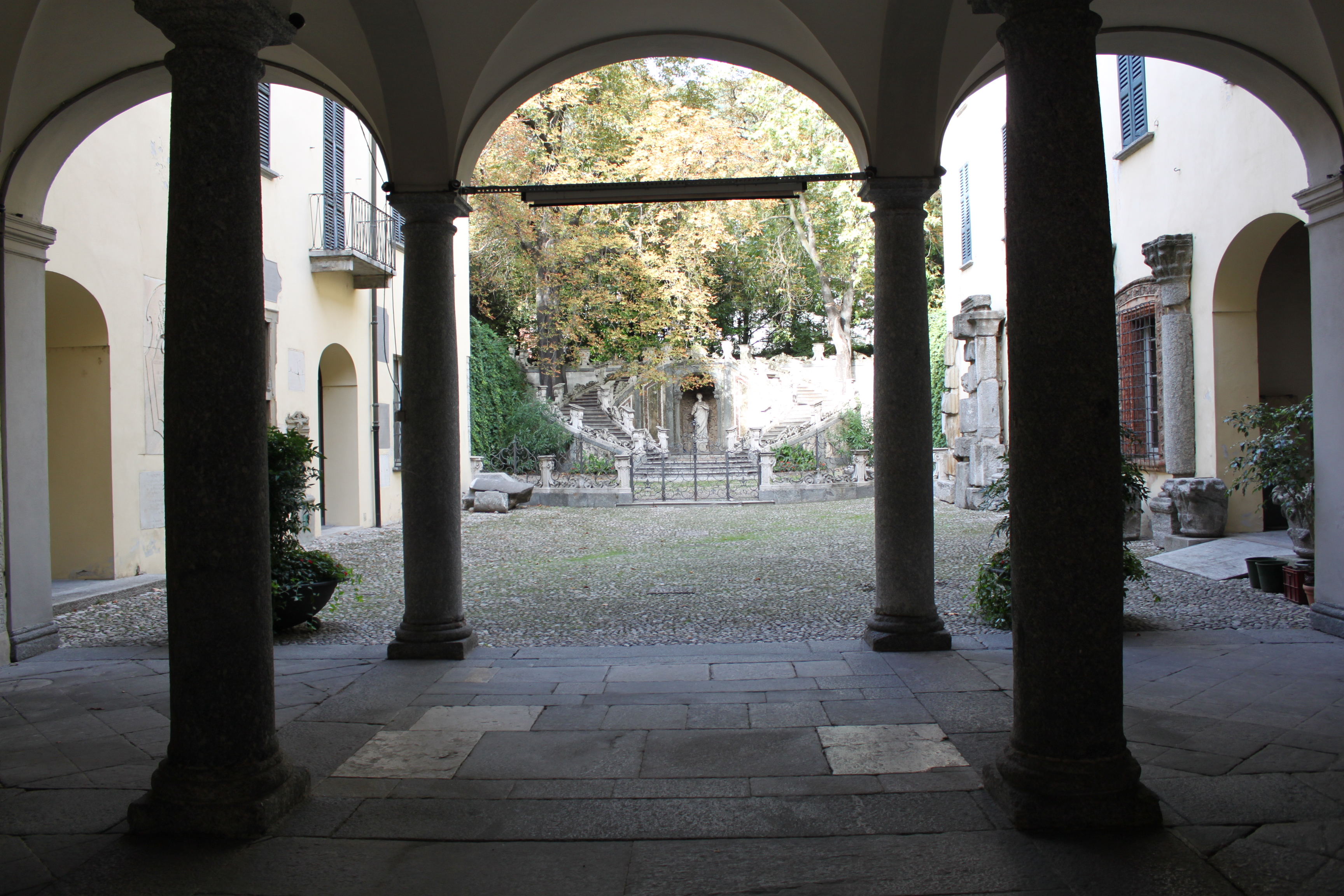
Établissement muséographique d'archéologie Paolo Giovio, à Côme.
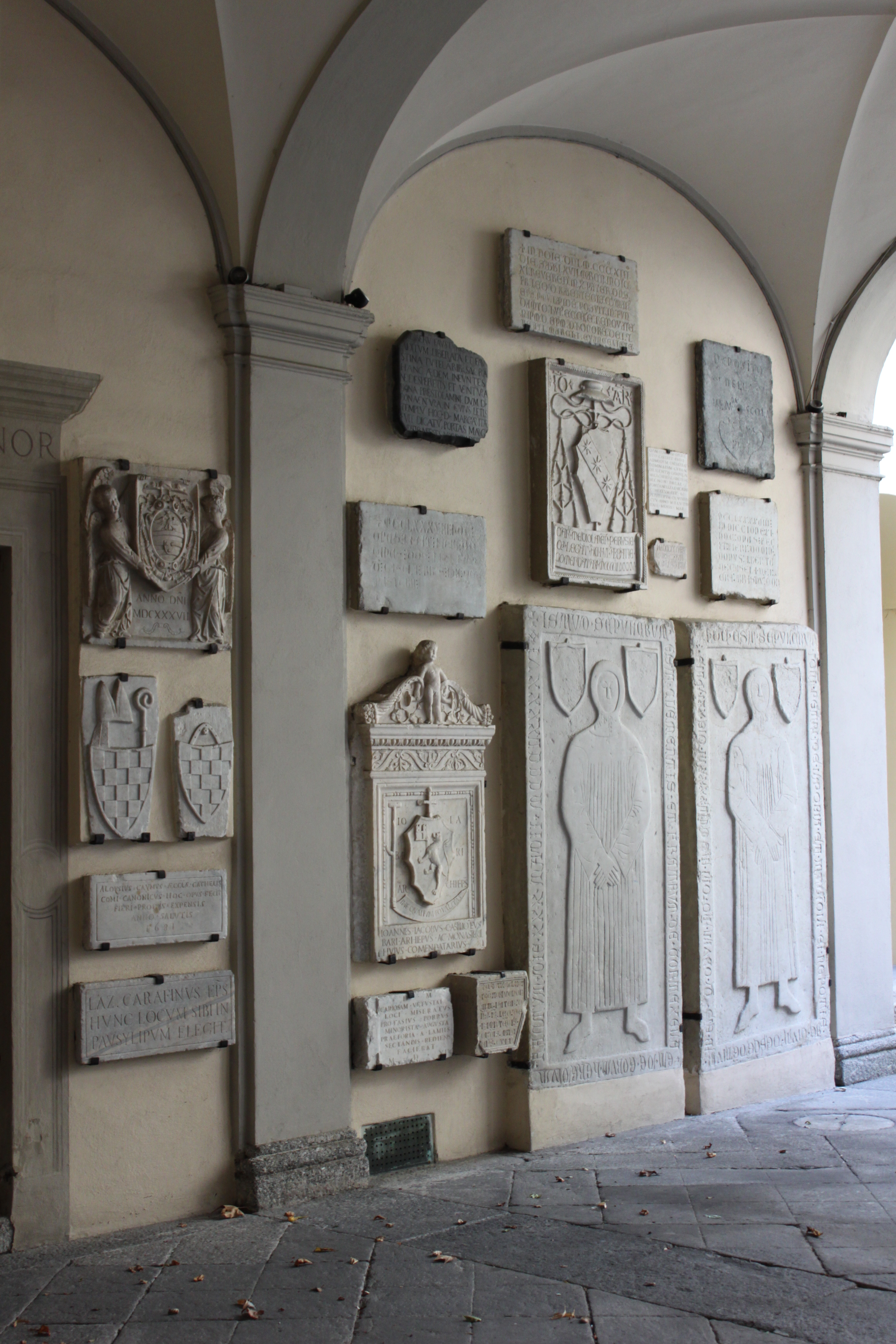
Lieu de conservation et d'exposition du linteau de Prestino.

## Contexte chronologique
Dans un premier temps, l'artefact épigraphique a été attribué pour la fin VIe siècle av. J.-C. Toutefois, une analyse plus approfondie, tenant compte de différents autres éléments archéologiques et épigraphiques, a permis, dans un second temps, de dater le linteau au début du Ve siècle av. J.-C..
La documentation archéologique relative à ce type d'épigraphie est restreinte. À cet effet, les spécialistes estiment que l'inscription de Prestino di Como se voit être l'une des seules pièces qui puissent mettre en évidence l'installation de tribus celtes en Italie du Nord avant le IVe siècle av. J.-C.

## Description
Il s'agit d'un linteau de pierre, dont il est confirmé qu'il est issu d'un gradin, est taillé dans une roche de type calcaire. En outre l'artefact, à vocation épigraphique, est affecté d'une forme oblongue. La pièce affiche une hauteur de 18 centimètres pour une longueur de 385 centimètres et une largeur de 33 centimètres,. À propos de la découverte de l'inscription de Prestino et de l'incidence qu'elle a eue dans le domaine celto-épigraphique, l'archéologue et professeur émérite italien, Daniele Vitali, dans une audience  au Collège de France, en révèle ceci :

« Elle est considérée comme l'inscription la plus importante de tout le corpus lépontique, non seulement parce qu'elle présente une forme verbale et un substantif différents de ceux que l'on trouve habituellement, mais aussi en raison de sa typologie culturelle (qui fait d'elle jusqu'à aujourd'hui un unicum dans le corpus, et en raison de ses particularités graphiques [...] »

— Daniele Vitali, Les Celtes d'Italie, colloque au Collège de France, 2007, pages 61 et 62,.

## Énoncé de l'inscription
L'inscription, telle qu'elle est gravée sur le bloc de pierre calcaire, se lit de la droite vers la gauche. En voici l'énoncé :

« « 𐌖𐌕𐌄𐌕+'𐌔𐌄𐌕𐌉𐌔𐌏𐌓𐌄𐌍𐌏𐌖𐌉𐌐𐌀+𐌔𐌏𐌓𐌏𐌉𐌅𐌀𐌉𐌕𐌋𐌅𐌖+𐌖𐌈𐌄𐌋𐌀𐌆𐌋𐌓+𐌔𐌆𐌏𐌊𐌏𐌌𐌀𐌗𐌅 » »

— D'après l'article« Lépontique : Inscription de Prestino », Nicole Maroger et Francesca Cuirli (Scuola Normale Superiore Laboratorio di Storia, Archeologia, Epigrafia, Tradizione dell'antico) 2008 - 2016,.

## Transcription et translittération
L'étude linguistique de l'inscription, réalisée en 1982 par le spécialiste italien Alessandro Morandi, a conduit à la transcription suivante :

« « uvamokozis : plialeθu : uvltiauiopos : ariuonepos : siteś : tetu » »

— D'après l'article« Lépontique : Inscription de Prestino », Nicole Maroger et Francesca Cuirli (Scuola Normale Superiore Laboratorio di Storia, Archeologia, Epigrafia, Tradizione dell'antico) 2008 - 2016,.

## Analyse et interprétation
L'inscription, dont les caractères très visibles, est basée sur un type d'alphabet celto-italiote proche du gaulois. Parfois dénommé 

« alphabet de Lugano »

— Nicole Maroger et Francesca Cuirli (Scuola Normale Superiore Laboratorio di Storia, Archeologia, Epigrafia, Tradizione dell'antico) 2008 - 2016,.
,, il s'agit, selon toutes certitudes, de l'alphabet Lépontique. L'inscription, à l'instar des différentes écritures de ce type, ce transcrit de droite à gauche,.
Alphabet de Lugano
La traduction du texte épigraphique, nécessite de se baser sur les correspondances alphabétiques préétablies :
| 𐌀 | 𐌄 | 𐌉 | 𐌊 | 𐌋 | 𐌌 | 𐌍 | 𐌏 | 𐌐 | 𐌓 | 𐌔 | 𐌕 | 𐌈 | 𐌖 | 𐌅 | 𐌗 | 𐌆 |
| A | E | I | K | L | M | N | O | P | R | S | T | Θ | U | V | X | Z |

L'alphabet de Lugano ne différencie pas les occlusives voisées des non voisées. Il en résulte que, pour exemple le « P » se réfère à un « /p/ » ou un « /b/ ». Il est également possible de distinguer dans le caractère « T », un « /t/ » ou encore un « /d/ » ; ainsi que dans l'élément alphabétique « K », un « /k/ » ou un « /g/ ». La lettre « Z », quant à elle, se manifeste probablement sous la forme du signe « /t͡s/ », tandis que la lettre « Θ » devient un « /t/ » ; et le « X » peut être reconnu par la lettre « /g/ ». Enfin, l'expertise d'écriture détermine que le « U » (« /u/ ») et le signe « V » (autrement dit, le « /w/ »), ne sont pas apparentés.

L'alphabet de Lugano
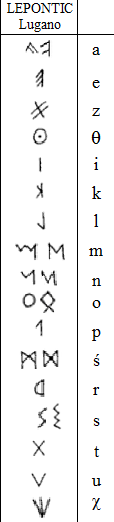
Alphabet lépontique[N 2].
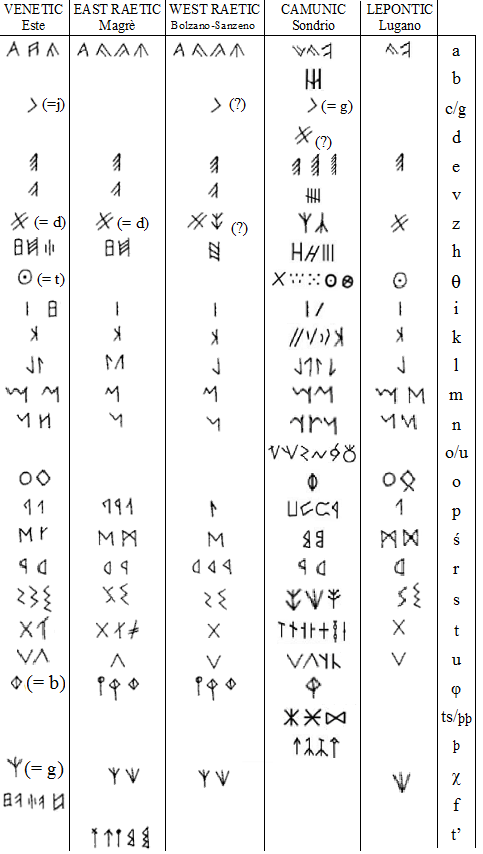
Éléments alphabétiques de comparaison[d].

L'examen de l'énoncé, dont les caractères sont issus du Lépontique, ont mis en évidence quelques éléments de traduction, mais néanmoins trop peu nombreux pour matérialiser une lecture globale de l'inscription.
Concrètement, les linguistes ont pu déterminer que l'écriture de Prestino présente 3 caractères empruntés à des alphabets différents de ceux du lépontique. l’emploi de lettres étrangères à l’écriture lépontique classique : il s'agit du « V », du « Z », et « θ ». Par ailleurs, l'expertise scripturale a mis en évidence des « interponctions triples ».
D'autre part, le texte épigraphique manifeste une syntaxe relativement lisible. Par exemple, il est possible de comprendre que le terme « uvamokozis : plialeθu » est, sans ambiguïté, le patronyme de l'artisan-graveur. En outre, le terme « uvltiauiopos : ariuonepos », apparaît être, selon toutes probabilités, le nom de la personne désigné, autrement dit : le destinataire. Ensuite, l'élément syntaxique « siteś » matérialise manifestement l'objet de la dédicace : c'est-à-dire le linteau. Enfin, l'élément « tetu » est la forme relative à l'action du sujet : il s'agit du terme désignant le verbe.
En effectuant une analyse plus approfondie, le chercheur spécialisé dans le domaine de la linguistique, John Eska, a pu concrétiser une relation effective entre le terme indo-européen « uvamo-kozis » et « uφamo - kotsis » issue de l'inscription de Prestino,,,,. Ce dernier est parvenu à y reconnaître « up-ṃmo-ghostis ».

## Rôle de l'épigraphie de Prestino
Postérieurement, aux analyses et translittérations, le constat de proximités linguistiques majeures entre, d'une part la langue étrusque, la langue rhétique, d'autre part, fut clairement établie,.
En outre, relativement au rôle (ou fonction) que tient l'inscription, à cette époque, et en ce lieu exact, dans son allocution, l'historien Daniele Vitali précise sa thèse :

« Du point de vue d'une interpétation sociologique, cette inscription « publique », dans un contexte monumental destiné à la communauté civique de Côme, donne l'idée de l'importance de la langue « celtique » comme moyen de communication pour les individus celtophones (et alphabétisés) de cette « ville » au début du Ve siècle av. J.-C. »

— Daniele Vitali, Les Celtes d'Italie, colloque au Collège de France, 2007, page 62.